# 阿威羅 (帕拉州)

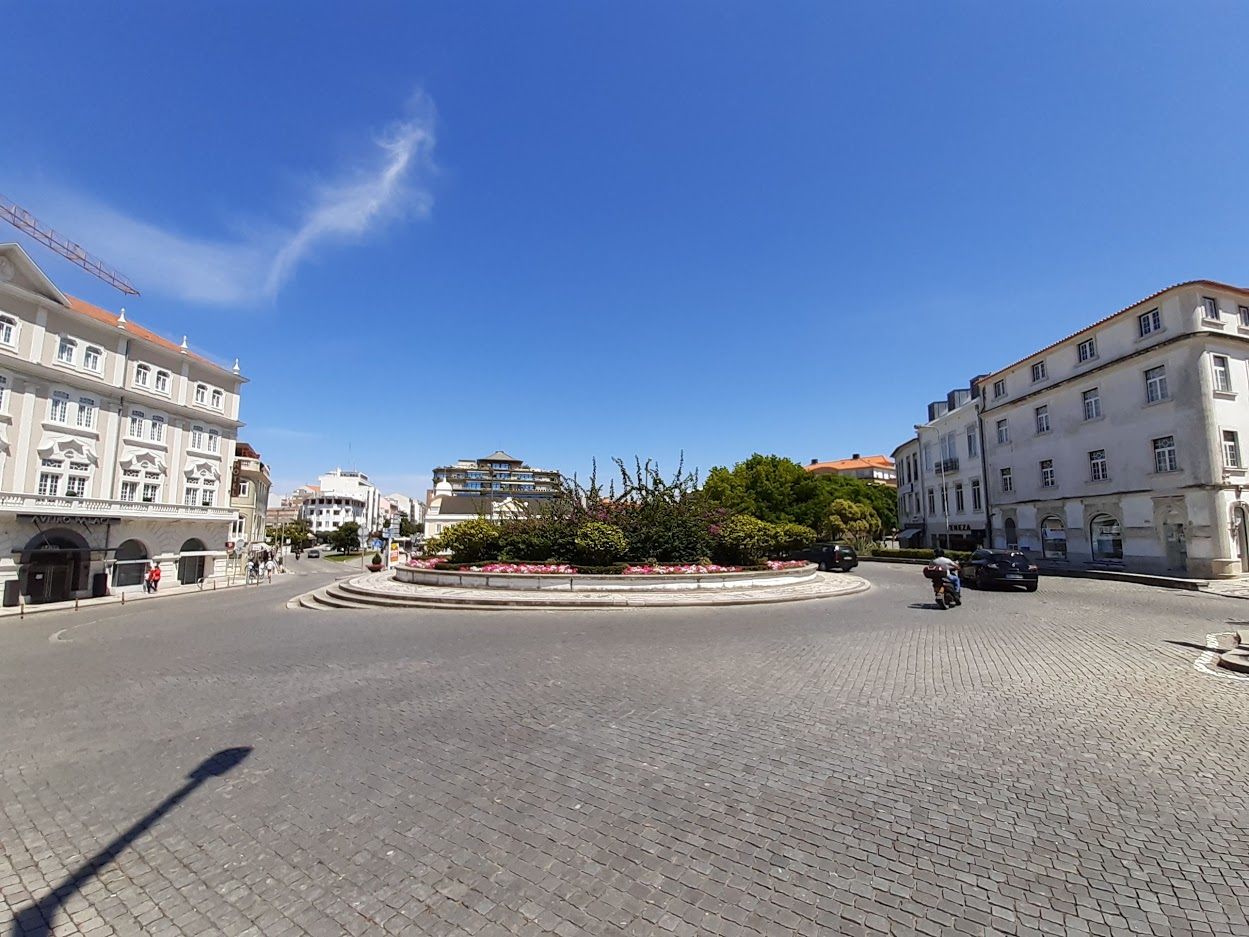
阿威羅

阿威羅（葡萄牙語：Aveiro），是巴西的城鎮，位於該國北部，由帕拉州負責管轄，面積17,074平方公里，該城鎮受熱帶雨林氣候影響，2010年人口15,849，人口密度每平方公里0.93人。